# Vänersborgs och Åmåls valkrets
Vänersborgs och Åmåls valkrets var från valen 1866 till 1884 en egen valkrets i andra kammaren med ett mandat. Valkretsen, som omfattade städerna Vänersborg och Åmål, utvidgades i extravalet på våren 1887 till Vänersborgs, Åmåls och Kungälvs valkrets. Inför valet 1896 återinfördes valkretsen, men avskaffades slutligt i valet 1908 Vänersborg gick till Vänersborgs, Alingsås och Ulricehamns valkrets medan Åmål gick till Strömstads, Lysekils, Marstrands, Kungälvs och Åmåls valkrets.

## Riksdagsmän
- Jakob Landström (1867–1869)
- Erik Sparre, min 1870–1872, c 1873–1882, nya c 1883–1886 (1870–1886)
- Mats Zachrison (första riksmötet 1887)

Ingick andra riksmötet 1887–1896 i Vänersborgs, Åmåls och Kungälvs valkrets
- Wilhelm Lothigius, mr 1903–1905, nfr 1906–1908 (1897–1908)

## Valresultat

### 1896
| Andrakammarvalet i Sverige 1896: Vänersborgs och Åmåls valkrets | Andrakammarvalet i Sverige 1896: Vänersborgs och Åmåls valkrets | Andrakammarvalet i Sverige 1896: Vänersborgs och Åmåls valkrets | Andrakammarvalet i Sverige 1896: Vänersborgs och Åmåls valkrets | Andrakammarvalet i Sverige 1896: Vänersborgs och Åmåls valkrets |
| Kandidat                                                        | Kandidat                                                        | Röster                                                          | Röster                                                          | Röster                                                          |
| Kandidat                                                        | Kandidat                                                        | Antal                                                           | %                                                               | +− %                                                            |
| --------------------------------------------------------------- | --------------------------------------------------------------- | --------------------------------------------------------------- | --------------------------------------------------------------- | --------------------------------------------------------------- |
|                                                                 | Wilhelm Lothigius                                               | 223                                                             | 65,0                                                            |                                                                 |
|                                                                 | Tullius Forsell                                                 | 119                                                             | 34,7                                                            |                                                                 |
|                                                                 | Övriga kandidater                                               | 1                                                               | 0,3                                                             |                                                                 |
| Antal giltiga röster                                            | Antal giltiga röster                                            | 343                                                             |                                                                 |                                                                 |
| Kasserade röster                                                | Kasserade röster                                                | 3                                                               |                                                                 |                                                                 |
| Totalt                                                          | Totalt                                                          | 346                                                             |                                                                 |                                                                 |

- Valdeltagandet var 67,2%.

### 1899
| Andrakammarvalet i Sverige 1899: Vänersborgs och Åmåls valkrets | Andrakammarvalet i Sverige 1899: Vänersborgs och Åmåls valkrets | Andrakammarvalet i Sverige 1899: Vänersborgs och Åmåls valkrets | Andrakammarvalet i Sverige 1899: Vänersborgs och Åmåls valkrets | Andrakammarvalet i Sverige 1899: Vänersborgs och Åmåls valkrets |
| Kandidat                                                        | Kandidat                                                        | Röster                                                          | Röster                                                          | Röster                                                          |
| Kandidat                                                        | Kandidat                                                        | Antal                                                           | %                                                               | +− %                                                            |
| --------------------------------------------------------------- | --------------------------------------------------------------- | --------------------------------------------------------------- | --------------------------------------------------------------- | --------------------------------------------------------------- |
|                                                                 | Wilhelm Lothigius                                               | 241                                                             | 57,4                                                            | ▼7,6                                                            |
|                                                                 | dövstumläraren Wallin                                           | 177                                                             | 42,1                                                            |                                                                 |
|                                                                 | Övriga kandidater                                               | 2                                                               | 0,5                                                             |                                                                 |
| Antal giltiga röster                                            | Antal giltiga röster                                            | 420                                                             |                                                                 |                                                                 |
| Kasserade röster                                                | Kasserade röster                                                | 1                                                               |                                                                 |                                                                 |
| Totalt                                                          | Totalt                                                          | 421                                                             |                                                                 |                                                                 |

Valet ägde rum den 8 september 1899. Valdeltagandet var 64,4%.

### 1902
| Andrakammarvalet i Sverige 1902: Vänersborgs och Åmåls valkrets | Andrakammarvalet i Sverige 1902: Vänersborgs och Åmåls valkrets | Andrakammarvalet i Sverige 1902: Vänersborgs och Åmåls valkrets | Andrakammarvalet i Sverige 1902: Vänersborgs och Åmåls valkrets | Andrakammarvalet i Sverige 1902: Vänersborgs och Åmåls valkrets |
| Kandidat                                                        | Kandidat                                                        | Röster                                                          | Röster                                                          | Röster                                                          |
| Kandidat                                                        | Kandidat                                                        | Antal                                                           | %                                                               | +− %                                                            |
| --------------------------------------------------------------- | --------------------------------------------------------------- | --------------------------------------------------------------- | --------------------------------------------------------------- | --------------------------------------------------------------- |
|                                                                 | Wilhelm Lothigius                                               | 332                                                             | 56,0                                                            | ▼1,4                                                            |
|                                                                 | K. Bahr                                                         | 261                                                             | 44,0                                                            |                                                                 |
| Antal giltiga röster                                            | Antal giltiga röster                                            | 593                                                             |                                                                 |                                                                 |
| Kasserade röster                                                | Kasserade röster                                                | 1                                                               |                                                                 |                                                                 |
| Totalt                                                          | Totalt                                                          | 594                                                             |                                                                 |                                                                 |

Valet ägde rum den 9 september 1902. Valdeltagandet var 70,9%.

### 1905
| Andrakammarvalet i Sverige 1905: Vänersborgs och Åmåls valkrets | Andrakammarvalet i Sverige 1905: Vänersborgs och Åmåls valkrets | Andrakammarvalet i Sverige 1905: Vänersborgs och Åmåls valkrets | Andrakammarvalet i Sverige 1905: Vänersborgs och Åmåls valkrets | Andrakammarvalet i Sverige 1905: Vänersborgs och Åmåls valkrets |
| Kandidat                                                        | Kandidat                                                        | Röster                                                          | Röster                                                          | Röster                                                          |
| Kandidat                                                        | Kandidat                                                        | Antal                                                           | %                                                               | +− %                                                            |
| --------------------------------------------------------------- | --------------------------------------------------------------- | --------------------------------------------------------------- | --------------------------------------------------------------- | --------------------------------------------------------------- |
|                                                                 | Wilhelm Lothigius                                               | 391                                                             | 59,9                                                            | ▲3,9                                                            |
|                                                                 | Tullius Forsell                                                 | 262                                                             | 40,1                                                            |                                                                 |
| Antal giltiga röster                                            | Antal giltiga röster                                            | 653                                                             |                                                                 |                                                                 |
| Kasserade röster                                                | Kasserade röster                                                | 2                                                               |                                                                 |                                                                 |
| Totalt                                                          | Totalt                                                          | 655                                                             |                                                                 |                                                                 |

Valet ägde rum den 1 september 1905. Valdeltagandet var 67,4%.